# سیارک ۱۷۰۶۰
سیارک ۱۷۰۶۰ (به انگلیسی: 17060 Mikecombi، نامگذاری:1999GX7) هفده هزار و شصتمین سیارک کشف شده‌است که در ۹ آوریل ۱۹۹۹ کشف شد.
قدر مطلق سیارک برابر ۱۳٫۶ است.